# Moto Biros
Moto Biros is een historisch merk van motorfietsen.
Het was een Italiaans bedrijf van Giancarlo Biondi en Vincenzo Rossi uit Cesena dat halverwege de jaren zeventig bromfietsen en terreinmotoren met 50 cc tweetakten produceerde. 